# لقد فعلناها يا جو!
لقد فعلناها يا جو! (بالإنجليزية: "We did it, Joe!)‏ مقطع فيديو سريع الانتشار، وفيه اتصلت كامالا هاريس بجو بايدن لتهنئه على فوزه بعد أن علمت بفوزه في الانتخابات الرئاسية الأمريكية لعام 2020. أصبحت العبارة «لقد فعلناها يا جو!» ميم إنترنت وأصبحت تغريدة هاريس التي نشرت الفيديو واحدة من أكثر التغريدات الأكثر إعجابًا على تويتر (X. حاليا).

## الخلفية
في الانتخابات الرئاسية لعام 2020 كان جو بايدن وكامالا هاريس مرشحي الحزب الديمقراطي لمنصب الرئيس ونائب الرئيس، حيث تنافسا أمام الرئيس دونالد ترامب ونائبه مايك بنس. عُطلت الانتخابات الرئاسية بسبب جائحة فيروس كورونا التي بدأت تؤثر بصورة ملحوظة على الحياة في الولايات المتحدة في مارس/آذار 2020. حدت حملة بايدن الانتخابية من أحداثها الشخصية، وظهر المرشح ظهورا متكررا عبر مقاطع فيديو حية ومسجلة مسبقًا من قبو منزله في ديلاوير.
وتسبب الوباء في ارتفاع غير مسبوق في أعداد التصويت بالبريد الذي لا يتطلب من الناخبين الحضور شخصيًا إلى مراكز الاقتراع.